# Підгамільтонів граф
Підгамільтонів граф — це підграф планарного гамільтонового графа.

## Визначення
Граф {\displaystyle G} підгамільтонів, якщо {\displaystyle G} є підграфом деякого іншого графа {\displaystyle aug(G)} з тією ж множиною вершин, при цьому граф {\displaystyle aug(G)} планарний і містить гамільтонів цикл. Щоб ці умови виконувалися, сам граф {\displaystyle G} має бути планарним і, крім того, має бути можливість додати ребра зі збереженням планарності, щоб створити у розширеному графі цикл, який проходить усі вершини рівно по одному разу. Граф {\displaystyle aug(G)} називають гамільтоновим розширенням графа {\displaystyle G}.
Можна було б дати визначення підгамільтонового графа як підграфа гамільтонового графа без вимоги, що цей більший граф має ту ж множину вершин. Тобто в цьому альтернативному визначенні можна було б додавати вершини та ребра. Однак, якщо граф можна зробити гамільтоновим за допомогою додавання вершин і ребер, його можна зробити таким і без додавання вершин, тому ця додаткова свобода не змінює визначення.
У підгамільтоновому графі цикл — це циклічна послідовність вершин, така, що додавання ребра в будь-яку пару вершин у послідовності не порушує планарності графа. Граф є підгамільтоновим тоді й лише тоді, коли він має підгамільтонів цикл.

## Історія та застосування
Клас підгамільтонових графів (але не назву класу) запропонували Бернгарт та Кайнен. Вони довели, що це точно ті графи, які мають дві сторінки в книжкових вкладеннях. Підгамільтонові графи та гамільтонові розширення використовують також у галузі візуалізації графів для задач вкладення графів у універсальну множину точок, одночасного вкладення кількох графів та пошарового малювання графа.

## Пов'язані сімейства графів
Деякі класи планарних графів обов'язково гамільтонові, тому й підгамільтонові. Сюди входять 4-вершинно-зв'язні графи та графи Халіна.
Будь-який планарний граф із найбільшим степенем, що не перевищує чотирьох, є підгамільтоновим, як і будь-який планарний граф без розділювальних трикутників. Якщо ребра довільного планарного графа розбито на шляхи довжини два, граф, що вийшов, завжди підгамільтонів.